# 傑撒伊火槍

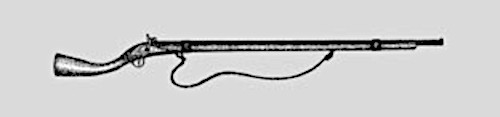
傑撒伊火槍

傑撒伊火槍（Jezail）又稱捷則爾火槍，是一種簡單和廉價的前裝式鷹銃，這種武器常見於十八至十九世紀的英屬印度、中亞以及中東的部份地區。

## 歷史及特徵

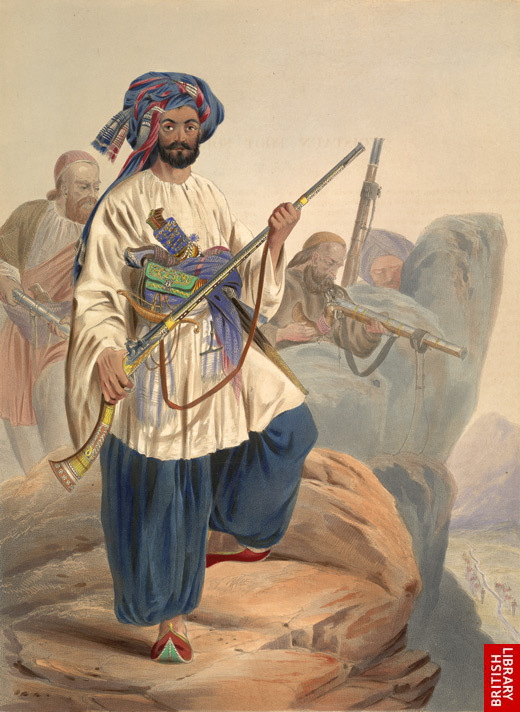
第一次英阿戰爭期間手持傑撒伊火槍的部落人

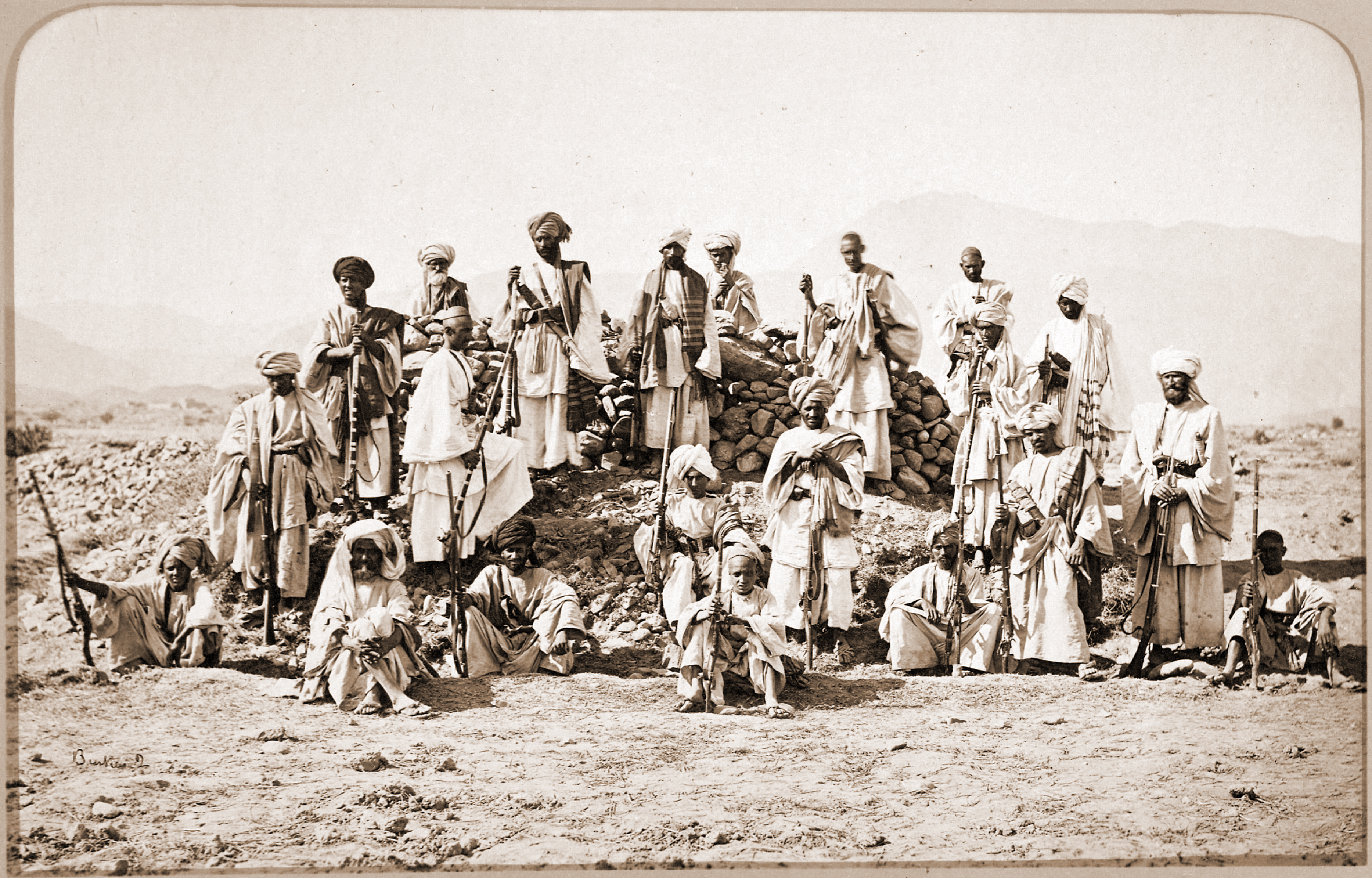
第二次英阿戰爭的阿夫里迪人

傑撒伊火槍為近代阿富汗人所裝備的一種具象徵性的武器，曾在多次英阿戰爭中投入使用。後來在1979年阿富汗戰爭當中發現有部份現代軍用武器短缺的部落村民和游擊隊員仍然使用該槍攻擊蘇軍，而在2001年的阿富汗戰争中，也有当地土著武裝使用此类槍械與美軍交火的记录。
這些武器大部份都是由民間或部落槍匠手工製成，它們的槍身都十分細長，槍身多刻有華麗的裝飾。其槍托的形狀也令人印象深刻，口徑由.50到.75英吋不等。重量亦比當代鳥銃要高，故能夠更有效地減低後座力。早期版本為使用火繩原理運作的火繩槍，後來由於英國人在侵略阿富汗及鄰近地區時帶來了燧發槍，當地人亦不甘落後，逐漸在傑撒伊火槍上改用燧石式點火（部份則裝上繳獲自英軍的褐筒所用的槍機），甚至在槍管內刻上膛線增加射程、精度和殺傷力，以在山上和懸崖等制高點狙擊英軍部隊，成功地造成侵略者死傷慘重，這也是英國無法輕易拿下阿富汗的原因之一。